# ヒューゴ・テオレル
アクセル・ヒューゴ・テオドル・テオレル（Axel Hugo Theodor Theorell, 1903年7月6日 - 1982年8月15日）は、スウェーデンの生化学者。ノーベル生理学・医学賞受賞者。

## 生涯
彼は、ツル・テオレルとアルミダ・ビルの息子としてリンシェーピングに生まれた。カテドラルスコーランの高校に通い、1921年5月23日に試験にパスした。9月からは、彼はカロリンスカ研究所で医学の研究を始め、1924年に医学の学士号を取得した。その後彼はパリにあるパスツール研究所のアルベール・カルメットの元で三ヶ月間微生物学を学んだ。1930年、彼は血液中の脂肪の理論で医学の博士号を取得し、カロリンスカ研究所の生化学の教授になった。
テオレルは酵素の研究に一生を捧げ、酸化酵素とその作用の発見により1955年度のノーベル生理学・医学賞を受賞した。彼は以前、カロリンスカ研究所の研究員だったが、同研究所の研究員として初めてのノーベル賞の受賞となった。
彼の研究は、肝臓でアルコールを分解するアルコール脱水素酵素の研究の先駆けとなった。彼の研究はスウェーデン国内はもとより、世界中で賞賛され、フランス、ベルギー、ブラジル、アメリカ合衆国などで名誉学位が授与された。